# Truong Son-muntyákszarvas
A Truong Son-muntyákszarvas (Muntiacus truongsonensis) az emlősök (Mammalia) osztályának párosujjú patások (Artiodactyla) rendjébe, ezen belül a szarvasfélék (Cervidae) családjába és a szarvasformák (Cervinae) alcsaládjába tartozó faj.

## Neve és felfedezése
Ez az állat a nevét a vietnámi Truong Son-hegyről kapta, mivel 1997-ben itt fedezték fel. A fajt az ottani falusiak mutatták meg a kutatóknak, hiszen megtartották a levadászott állatok koponyáit.
Vietnamiul eme muntyákszarvas neve: samsoi cacoong, amely „szarvas, mely a sűrű erdőben lakik”-ot jelent.

## Előfordulása
A Truong Son-muntyákszarvas előfordulási területe Délkelet-Ázsia.

## Megjelenése
A kutatók a koponyák alapján megállapították, hogy ez az állat körülbelül feleakkora, mint az indiai muntyákszarvas (Muntiacus muntjak); körülbelül 15 kilogrammos.

## Életmódja
400-1000 méteres tengerszint feletti magasságok között él, az ottani sűrű növényzetű esőerdőkben.

## Fordítás
- Ez a szócikk részben vagy egészben  a   Truong Son muntjac című angol Wikipédia-szócikk ezen változatának fordításán alapul.  Az eredeti cikk szerkesztőit annak laptörténete sorolja fel. Ez a jelzés csupán a megfogalmazás eredetét és a szerzői jogokat jelzi, nem szolgál a cikkben szereplő információk forrásmegjelöléseként.